# 克雷格·曼
克雷格·曼（英語：Craig Mann），加拿大重录音混音师。他因爆裂鼓手赢得了奥斯卡最佳音响效果奖。自1998年起，曼参与了超过110部电影的制作。
曼出生于安大略省的奥克维尔 (安大略省)，在皮克灵和伯灵顿长大。他毕业于安大略省伦敦范莎学院的音乐工程专业。

## 部分影视作品
- 爆裂鼓手 (2014)[3]
- 乌塔玛恶棍（英语：Uttama Villain） (2015)